# 横港街道
横港街道曾是中国安徽省铜陵市铜官山区下辖的一个乡镇级行政单位，于2010年7月撤销。

## 行政区划
撤销前的横港街道共辖以下地区：
沿江社区。